# BC Geographical Names
 (avril 2025).
La BC Geographical Names (formellement BC Geographical Names Information System ou BCGNIS) est une base de données en ligne des informations géographiques du Integrated Land Management Bureau et contrôlé par la Base Mapping and Geomatic Services Branch de la province canadienne de Colombie-Britannique. La base de données collectes les noms et orthographes officiels des villes, montagnes, rivières, lacs et autres lieux géographiques. Cette base contient aussi des informations concernant l'historique des noms et leur utilisation à travers le temps.